# Кръстьо Хаджииванов
Кръстьо Георгиев Хаджииванов е български поет, участник в съпротивата срещу комунистическия режим.

## Биография
Роден е на 25 декември 1929 година в Капатово, Петричко, в семейство от Капатово и Хърсово. Част от капатовския род са възрожденският свещеник Лазар Аврамов Дамов, дядо му Хаджи Иван, който е селски войвода на ВМОРО до 1905 година и чичо му Златко Хаджидимитров, който през 20-те години околийски войвода на ВМРО. Към майчиния му хърсовски род принадлежат търговецът Стоян Щерков, възрожденският учител Кочо Щерков, вуйчовците му Илия Щерков и царският офицер Димитър Благоев, който като сирак е храненик на ВМОРО, следва в чужбина на нейни разноски и по-късно е преводач на Съюзническата контролна комисия (1919-1920). Учи в гимназията в Петрич от 1943 до 1947 година. В 1944 година на 14 години Хаджииванов става партизанин в Алиботушката чета, за която пренася оръжие.
След Деветосептемврийския преврат в 1944 година през октомври 1944 година и през март 1945 година му предлагат да следва в Литературния институт „Максим Горки“ в Москва, но тъй като той не одобрява сталинския режим отказва като заявява „Искам да уча в Париж, не в Москва, защото тя е много близко до Сибир“, „Ода за Сталин няма да напиша, защото той е по-голям кръволок и от Хитлер“ и „Никога няма да стана слуга и палач на никоя диктатура и най-малко на сталинската!“ За последните си думи е бит от агент на Държавна сигурност. Противопоставя се и на комунистическата политика на македонизация в Пиринска Македония, като заявява „Само Ботев да бе останал единствен българин на света, аз ще остана вторият след него!“ и тогава създава стихотворението си „Ботев“. В 1948-1949 година е полулегален. Отново е бит и през март 1950 година е арестуван и изпратен в Блатешница, след което в урановите мини в Сеславци. След убийството на приятел в забоя през ноември 1950 година дописва „Убийците“ и на 10 януари 1950 година пише „Сибир“. Успява да избяга от лагера през април 1951 година и става нелегален.
Започва да пише стихове от шестгодишна възраст. За краткия си живот написва над 100 стихотворения, 9 поеми и един незавършен роман, но не всичко е запазено при изселването на семейството на 1 август 1950 година и при обиските в селата Ласкарево и Капатово след убийството му на 27 юни 1952 година. Приживе нито една негова творба не е публикувана.
Според една от версиите за смъртта му загива при засада на Държавна сигурност на брега на река Струма в землището на село Чучулигово. Там в 1997 година е поставен триметров мемориал. Според друга версия идва като диверсант от Гърция, а според трета е убит във вътрешността на страната, докаран с джип до границата, където е инсценирано убийство.
Поезията му, писана до март 1950 година, става много в средите на българската емиграция по Европа, Америка, Нова Зеландия и Австралия. В началото на 1990 година са издадени цялостно на български в Братислава. Много творци му посвещават творби: Крум Дерменджиев – бюст, Микулаш Климчак, портрет, 2001 г., Огнян Механджиев, Ирена Даскалова, Емил Венков – скулптура (глава), 2003 г., Петър Златков Златков (Нова Зеландия) – портрети, Кръстьо Павлов – портрет, Людмила Андеркова и Густав Хубка – стихове, д-р Дими Димов, Людвик Фукс, Войтех Кондрат, Енчо Мутафов и доцент Любен Бумбалов – сърдечни слова и други.
На 13 ноември 2009 година кметът на Сандански Андон Тотев открива бюст-паметник на Кръстьо Хаджииванов в града, дело на Борис Дерменджиев.
На 21 декември 2016 година президентът на България Росен Плевнелиев удостоява посмъртно Кръстьо Хаджииванов с орден „За гражданска заслуга“ I степен „за неговите изключително големи заслуги и усилия за укрепване на гражданското общество, за защита на човешките права и свободи и за съпротивата му срещу тоталитарния режим“.